# Oberea morosa
Oberea morosa là một loài bọ cánh cứng trong họ Cerambycidae.